# گمینا گروجانز
گمینا گروجانز (به لهستانی:  Gmina Grudziądz) یک گمینا در لهستان است که در شهرستان گروجونتس واقع شده‌است. گمینا گروجانز ۱۶۶٫۹۳ کیلومتر مربع مساحت و ۱۰٬۳۵۹ نفر جمعیت دارد.